# Ansichten eines Clowns

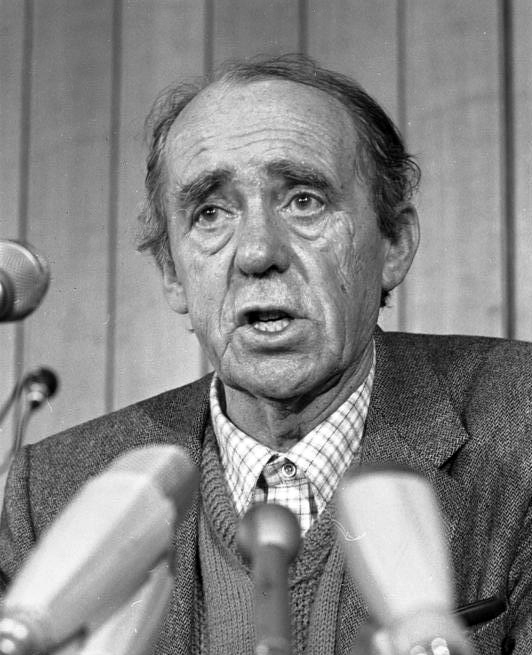
Heinrich Böll

Ansichten eines Clowns ist ein Roman des deutschen Schriftstellers und Literatur-Nobelpreisträgers Heinrich Böll. Bereits der Vorabdruck in der Süddeutschen Zeitung löste heftige Kritik, insbesondere von Seiten der deutschen Katholischen Kirche, aus. Im Januar 1963 wurde der Roman erstmals vollständig veröffentlicht.
Böll selbst kritisierte an seinem Roman, dass er sehr konstruiert sei, und hob hervor, dass sein Werk nicht von Anti-Katholizismus geprägt sei.

## Inhalt
Der Roman erzählt die Geschichte eines Mannes, dessen Beziehung und Liebe zu einer Frau, und so auch er selbst, an der wertmobilen Nachkriegsgesellschaft der 1950er und 1960er Jahre zerbricht.
Der Protagonist Hans Schnier hat sich in Abwendung von den Traditionen seiner vom Wirtschaftswunder geprägten Familie ganz bewusst gegen eine Karriere als Politiker oder Unternehmer entschieden. Sehr früh beginnt dieser mit hohen moralischen, jedoch vom Glauben völlig unabhängigen Werten ausgestattete junge Mann eine Beziehung zu einem streng katholischen Mädchen namens Marie Derkum. Sechs Jahre führen beide eine ausgefüllte Beziehung. Als sie heiraten wollen, beginnt eine Diskussion über die Art der Trauung und die Erziehung ihrer Kinder. Und obwohl Hans Schnier in allen Punkten einwilligt, sich den Vorstellungen seiner zukünftigen Frau zu beugen, zerfasert bereits in der Diskussion das Band, das beide miteinander verbunden hatte. Am nächsten Tag findet Hans Schnier einen Zettel, auf dem steht: „Ich muss den Weg gehen, den ich gehen muss.“ Von diesem Tag an geht es mit dem recht erfolgreichen Clown, offiziell „Komiker“, bergab. Er ergibt sich dem Alkohol und erlebt einen rasanten Abstieg.
Der Roman umfasst insgesamt nur eine Zeitspanne von wenigen Stunden, beginnend bei der Ankunft in Bonn.
In Bonn beginnt Schnier, seine Eltern und alte Bekannte anzurufen, doch nirgendwo findet er sich verstanden. Seine Eltern waren überzeugt vom Nationalsozialismus. Seine Mutter arbeitet nun aber für das „Zentralkomitee zur Versöhnung rassischer Gegensätze“, was im Gegensatz zu ihrer Haltung während des Dritten Reichs steht. Sein Vater ist ein erfolgreicher und kluger Unternehmer. Aber er war auch überzeugter Nationalsozialist. Bei einem Zwischenfall, bei dem eine Gruppe der Hitlerjugend wegen eines defätistischen Scherzes über den Zehnjährigen herfällt, und dieser in seiner Angst dem HJ-Führer ein „Nazischwein“ entgegenschleudert, verteidigt der Vater den zehnjährigen Sohn nur halbherzig.
Er spricht über seinen alten Lehrer, der seinen Schülern nationalsozialistische Werte vermittelt hat, jedoch nie ein Parteibuch besaß, und nach dem Krieg eine glänzende Ämterkarriere machte, offiziell als Mann mit „weißer Weste“. Er spricht über einen Schriftsteller, einen überzeugten Nazi, der ein Buch schrieb, in dem es um eine deutsch-französische Liebe geht. Da die Protagonisten am Ende heiraten, hatte der Autor 10 Monate Schreibverbot bekommen; nach dem Krieg ließ er sich als Widerstandskämpfer feiern und betonte immer wieder, er habe Schreibverbot von den Nazis bekommen. Außerdem spricht Schnier immer wieder über Marie, das wohl einzige Mädchen, das er jemals geliebt hat, abgesehen vielleicht von seiner Schwester, die während des Krieges als Flakhelferin gestorben ist, nachdem ihre Mutter sie dorthin geschickt hatte.
Mehr und mehr wird die Kritik an den unreflektierten Wertewechseln der Deutschen im Übergang vom „Dritten Reich“ zur Bundesrepublik klar, an der fehlenden Verarbeitung der Zeit des Nationalsozialismus und der Katholischen Kirche, die als Institution ihren Anhängern ebendiese unreflektierte Anpassung bis hin zum Gehorsam abverlangt.
Das Buch endet mit einem pathetischen Bild: Hans Schnier setzt sich in Bonn auf die Treppe des Bahnhofs und spielt Gitarre, wozu er nicht, wie ursprünglich geplant, die Lauretanische Litanei, sondern ein spontan getextetes Lied anstimmt, das mit den Zeilen beginnt: „Der arme Papst Johannes, hört nicht die CDU, er ist nicht Müllers Esel, er will nicht Müllers Kuh.“ (dtv-Ausgabe, 43. Aufl. 1997, S. 273.) Neben sich legt er den Hut, den er zu seinen Chaplinparodien getragen hatte. Die Leute halten ihn für einen Bettler, was er vielleicht auch ist, und werfen ihm Geld in seinen Hut. So wartet er dort auf die Rückkehr seiner Geliebten. – Die beiden der Druckfassung vorangehenden Niederschriften des Romans enthalten jeweils ein Schlusskapitel, in dem die Rückkehr Marie Derkums zu Hans Schnier geschildert wird.

## Verfilmung
Ansichten eines Clowns wurde 1975 von Vojtěch Jasný in der Produktion von Heinz Angermeyer und Maximilian Schell verfilmt und am 14. Januar 1976 uraufgeführt. Die Darsteller sind Helmut Griem, Eva Maria Meineke, Hanna Schygulla, Hans Christian Blech, Helga Anders und Rainer Basedow.

## Bühnenfassung
In einer Textadaption von Valery Pecheykin hat am 30. März 2019 das Nationaltheater Mannheim eine Bühnenfassung „frei nach Heinrich Böll“ uraufgeführt. Der russische Regisseur Maxim Didenko führte die Regie. Im Produktionsteam mit Bühnen- und Kostümbildnerin Maria Tregubova und der Choreographin Dina Kuseyn entstand eine „Zauberwelt mit grellbunten Träumen und düsteren Alpträumen“, „subtile Gags allenthalben“. Die eine Stunde und 45 Minuten ohne Pause währende Inszenierung lieferte eine „clowneske Karikatur“ voller „Lemuren gesellschaftlicher Verlogenheit“ der Adenauerjahre.

## Belege
1. ↑  Harald Raab: „Allein unter Lemuren“, nachtkritik.de vom 30. März 2019, abgerufen am 1. April 2019.